# Зе Карлос (футболіст, 1983)
Зе Карлос (порт. José Carlos Ferreira Filho, нар. 24 квітня 1983, Масейо) — бразильський футболіст, що грав на позиції нападника.
Виступав, зокрема, за клуб «Порту».
Переможець Ліги Мінейро. Клубний чемпіон Азії.

## Ігрова кар'єра
Народився 24 квітня 1983 року в місті Масейо. Вихованець футбольної школи клубу «Корінтіанс Алагоано».
У дорослому футболі дебютував 2002 року виступами за команду «Порту», в якій провів один сезон. 
Згодом з 2003 по 2020 рік грав у складі команд «Візела», КРБ, «Ульсан Хьонде», «Понте-Прета», «Чонбук Хьонде Моторс», «Америка» (Натал), «Корінтіанс Алагоано», «Пауліста», «Крузейру», «Португеза Деспортос», «Гамба Осака», «Крісіума», «Чанчунь Ятай», «Шарджа», «Аджман», «Форталеза», «Парана», «Сан-Бернарду» та «Клуб Ремо». Протягом цих років виборов титул клубний чемпіон Азії.
Завершив ігрову кар'єру у команді «Мурісі», за яку виступав протягом 2021 року.

## Титули і досягнення
- Переможець Ліги Мінейро (1):

«Крузейру»: 2009
- Клубний чемпіон Азії (1):

«Чонбук Хьонде Моторс»: 2006